# 음질

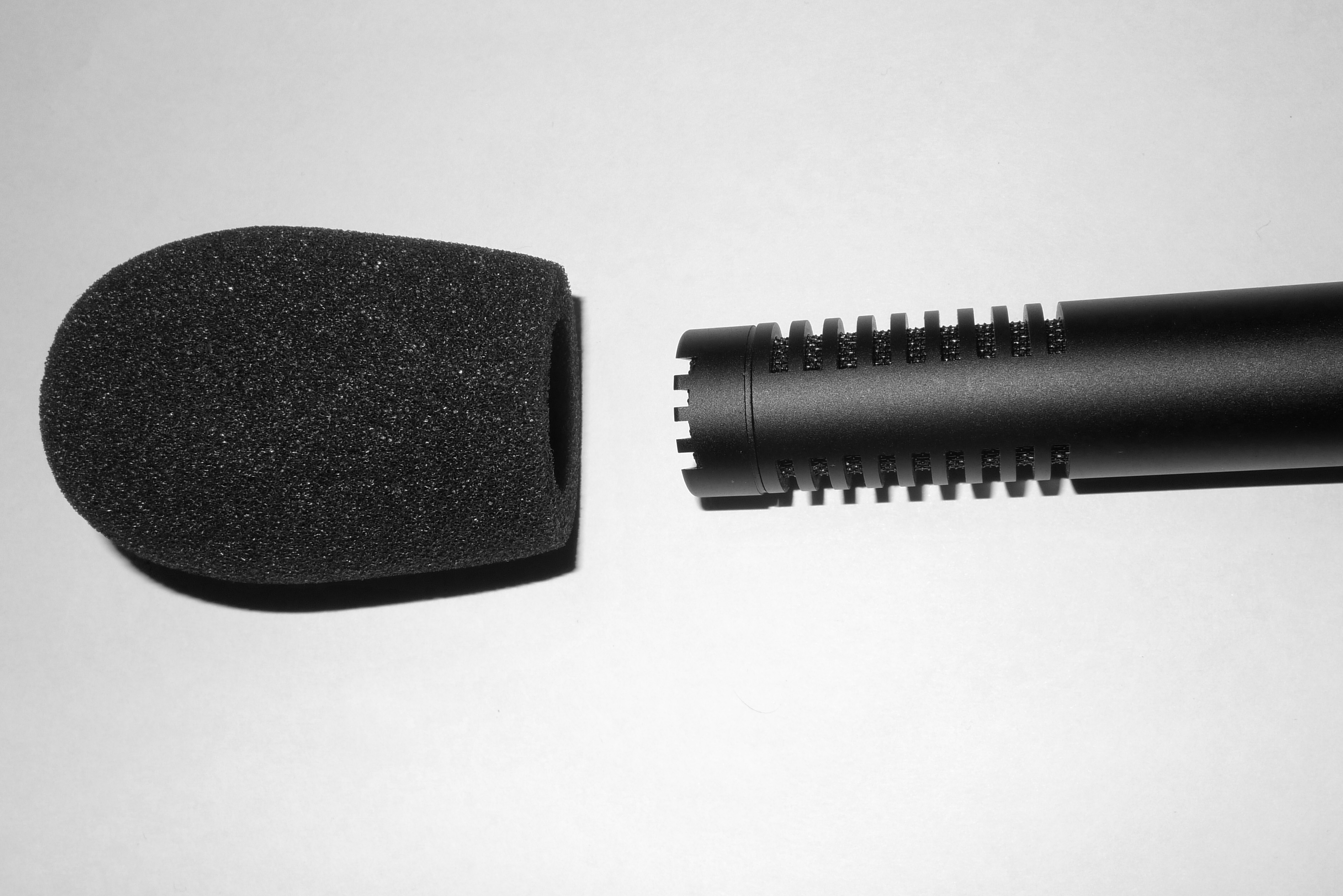
마이크의 덮개는 바람으로부터 소음을 줄여줌으로써 음질을 개선하는데 이따금 사용된다.

음질(音質)은 일반적으로 전자 장치로부터 나오는 오디오 출력의 정확성이나 명료도를 측정한 바를 나타낸 것이다.
품질은 도구들을 사용하여 장치가 원음을 재생하는지에 대한 정확도를 측정할 때 등으로 객관적으로 측정될 수 있다. 또, 청취자가 소리에 반응하거나 다른 소리와의 유사성을 직접 판단하는 등의 경우 주관적으로 측정될 수 있다.
재생 및 녹음의 음질은 수많은 요인에 따라 달라지며, 여기에는 소리를 만드는데 사용하는 장비, 녹음을 위한 처리 및 마스터링, 이를 재생하기 위해 사용되는 장비, 재생에 사용되는 청취 장비에 따라 달라진다.  일부의 경우 이퀄라이제이션, 동적 영역 압축, 스테레오 처리 등의 처리를 녹음에 적용시켜서 원음과 상당히 다른 소리를 만들어낼 수 있지만 이것이 청취자에게는 더 듣기 좋을 수도 있다. 그 외의 경우에는 목표는 소리를 원음과 가능한 근접하게 만들어내는 것이다.

## 같이 보기
- Hi-Fi